# Église Saint-Martin de Mers-les-Bains
L'église Saint-Martin de Mers-les-Bains est située en France, à Mers-les-Bains, dans le département de la Somme sur le littoral au sud-ouest d'Abbeville.

## Historique
À cet emplacement, une église est construite au XVIe siècle. Démolie, un premier projet de reconstruction est présenté en 1899 par l'architecte parisien Auguste Castelin mais n'aboutit pas. C'est finalement en 1928 que l’église Saint-Martin est construite selon les plans de l'architecte Edmond Douillet. La croissance rapide de la population et le développement du tourisme balnéaire rendirent nécessaire la construction d'un édifice bien plus vaste que la petite église en briques et moellons de pierre qui s'y trouvait jusqu'alors.

## Caractéristiques

### Extérieur

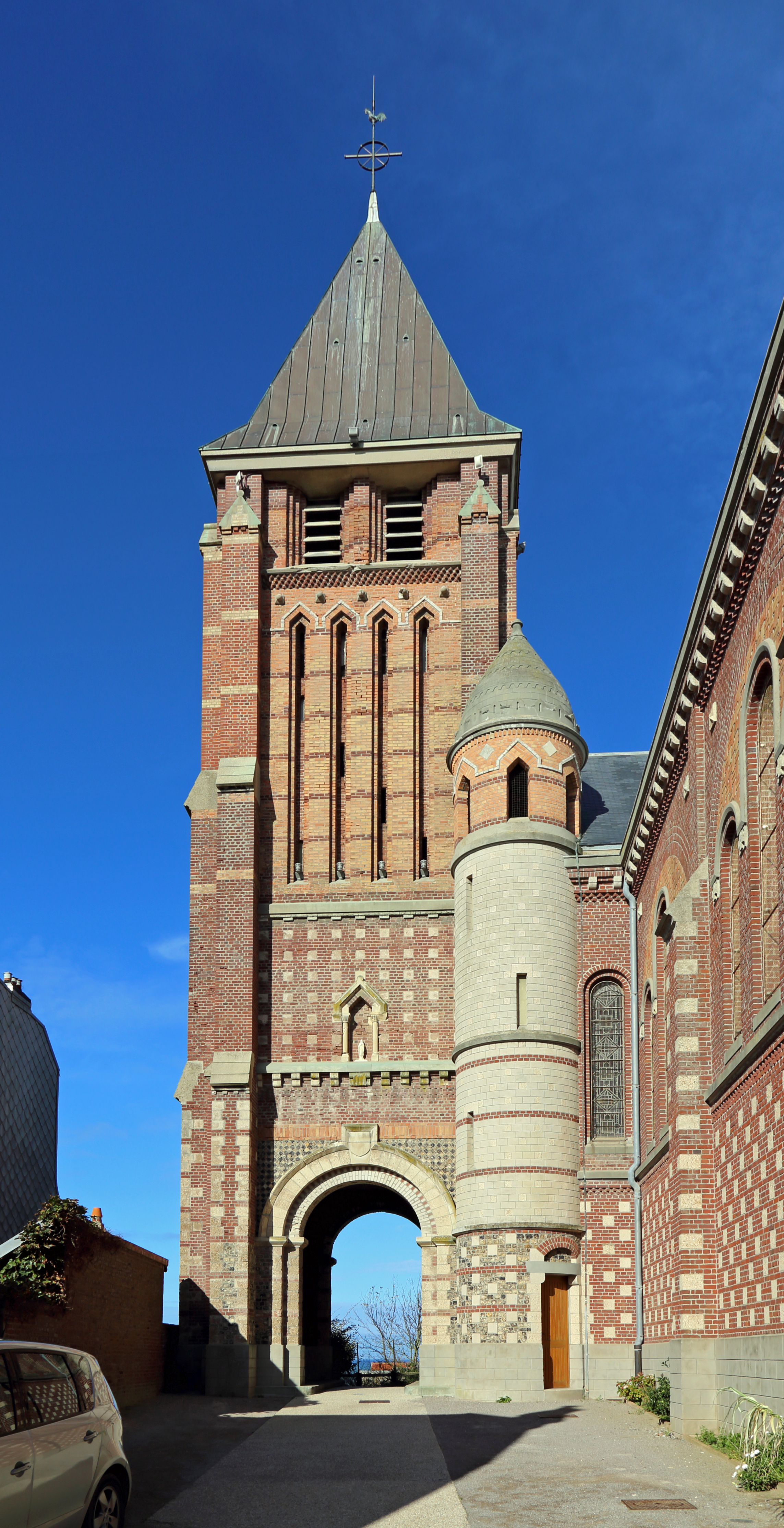
Le clocher

Edmond Douillet s'inspira des basiliques byzantines à coupoles pour la conception de l'église de Mers. L'édifice est construit en béton armé avec un parement de brique et pierre, et agrémenté de nombreux éléments sculptés ou moulés. 
La façade est percée d'un portail unique surmonté de trois baies en plein cintre encadrées de colonnettes. Le décor est composé de briques de différents tons formant des losanges au sommet ou un damier dans la partie basse. Le tympan du portail et les piédroits sont ornés de sculptures de Marceau Darras : au tympan du porche, saint Martin évêque entouré de deux anges, aux piédroits, les quatre évangélistes avec au-dessous leur symbole. 
Un clocher-tour sur plan carré s'appuie sur le flanc gauche de l'église. En 1974, il fut raccourci afin d'alléger son poids et le sécuriser.

### Intérieur
L’intérieur est composé d'une large nef sans bas-côtés voûtée de coupoles. L'église conserve un maître-autel avec un retable de 1685 avec deux statues en bois de part et d'autre. L'ensemble attribué au sculpteur eudois Michel Anguier est classé monument historique au titre d'objet en 1983. Un gisant provient de l'ancienne église. Les verrières sont ornées de vitraux dont celui de saint Edmond conçu par l'architecte.
Les vitraux du chœur ont été réalisés par Georges Tembouret maître-verrier à Amiens, ceux de la chapelle Sainte-Thérèse, de la nef et du transept ont été réalisés, en 1937, par de Georges Sagot, maître-verrier de Bayeux. Leur restauration a débuté en 2018.